# Dmitri Lvovitch Ignatiev
Pour les autres membres de la famille, voir Famille Ignatiev.
Major-général Dmitri Lvovitch Ignatiev. (En alphabet cyrillique: генерал-майор Дмитрий Львович Игнатьев). Né le 13 avril 1771 mort le 15 juillet 1833 à Bogoroditskoïe-Venveski (province de Toula). Major-général d'infanterie et de cavalerie, il participa à de très nombreuses batailles au cours des guerres napoléoniennes.

## Famille
Fils de Lev Alexeïevitch Ignatiev.

## Biographie
Issu d'une famille de la noblesse de Toula, il eut pour ancêtre Fiodor Akinfovitch Biakont.

### Évolution de la carrière militaire de Dmitri Lvovitch Ignatiev

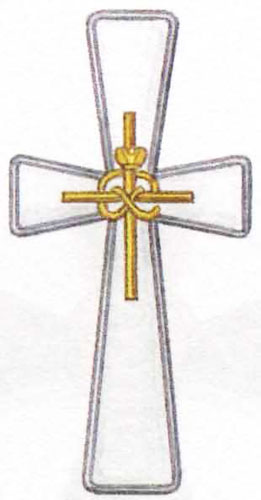
Insigne du Régiment de la Garde Keksgolmski

Le 24 octobre 1795, au grade d'enseigne, Dmitri Lvovitch Ignatiev prit du service au Régiment de la Garde Preobrajenski. Au même grade, le 31 juillet 1806, il rejoignit le Régiment Semionovski. Le 31 octobre 1806 au grade d'enseigne, il incorpora le Régiment de la Garde Keksgolmski. Le 13 février 1807, élevé au grade de cornette, il fut affecté au Régiment de hussards de la garde. Le 13 février 1807, promu lieutenant. Trois ans plus tard, le 16 août 1810, il accède au grade de capitaine-lieutenant. Le 8 août 1812, Dmitri Lvovitch Ignatiev fut nommé capitaine. colonel le 6 octobre 1812. Le 6 octobre 1813, il accède au grade de major-général.

## Commandements de Dmitri Lvovitch Ignatiev
Le 6 octobre 1813 il fut nommé commandant de brigade de la 1re Division de Hussards. Le 20 mai 1815, il occupa le poste de général de la 2e Armée, le 20 mai 1818, commandant en chef de la 2e Armée.

### Campagne de Prusse et de Pologne
En 1807, en service au Régiment de Hussards de la Garde, le cornette Ignatiev fut engagé dans la Campagne de Prusse et de Pologne. Les 5 et 6 juillet 1807, à Guttstadt, il poursuivit les troupes françaises, cela se solda par une bataille rangée. Le 10 juin 1807, près de la ville d'Heilsberg, sous le commandement du général Levin August von Bennigsen, Dmitri Lvovitch Ignatiev fut engagé dans les différentes attaques menées contre les troupes de Napoléon Ier. Le 14 juin 1807, il combattit les troupes napoléoniennes à Friedland. Au cours de cette bataille marquant la fin de la Guerre de la Quatrième Coalition, ayant fait preuve d'une grande bravoure, il reçut une épée d'or avec l'inscription Pour bravoure.

### Guerre russo-suédoise

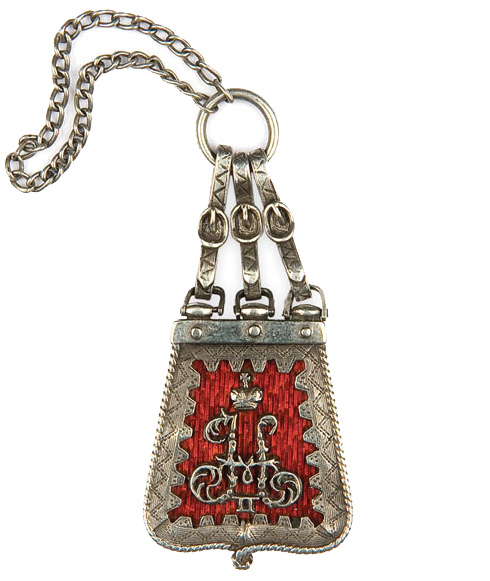
Insigne régimentaire du Régiment de Hussards de la Garde

En 1808 éclata la guerre russo-suédoise, La première année de ce conflit, le cornette Ignatiev servit sous les ordres du maréchal Pierre Wittgenstein, en janvier 1809, ce dernier fut remplacé à la tête des troupes russes occupant la Finlande par le prince Piotr Ivanovitch Bragation. Placé sous les ordres du général Bragation, il prit part à la campagne militaire des îles Åland. Sous le commandement du lieutenant-général Iakov Petrovitch Koulnev, au sein de l'avant-garde du prince Bragation, il traversa la mer Baltique encore gelée et atteignit les îles Åland situées à l'entrée du golfe de Botnie, et de là, à Grislehamn, à moins de 70 kilomètres de Stockholm. De septembre 1810 à octobre 1812, Dmitri Lvovitch Ignatiev suivit le comte Wittgenstein en Livonie et en Courlande afin d'empêcher un débarquement des troupes britanniques, il fut affecté à la surveillance des côtes de la mer Baltique.

### Campagne de Russie

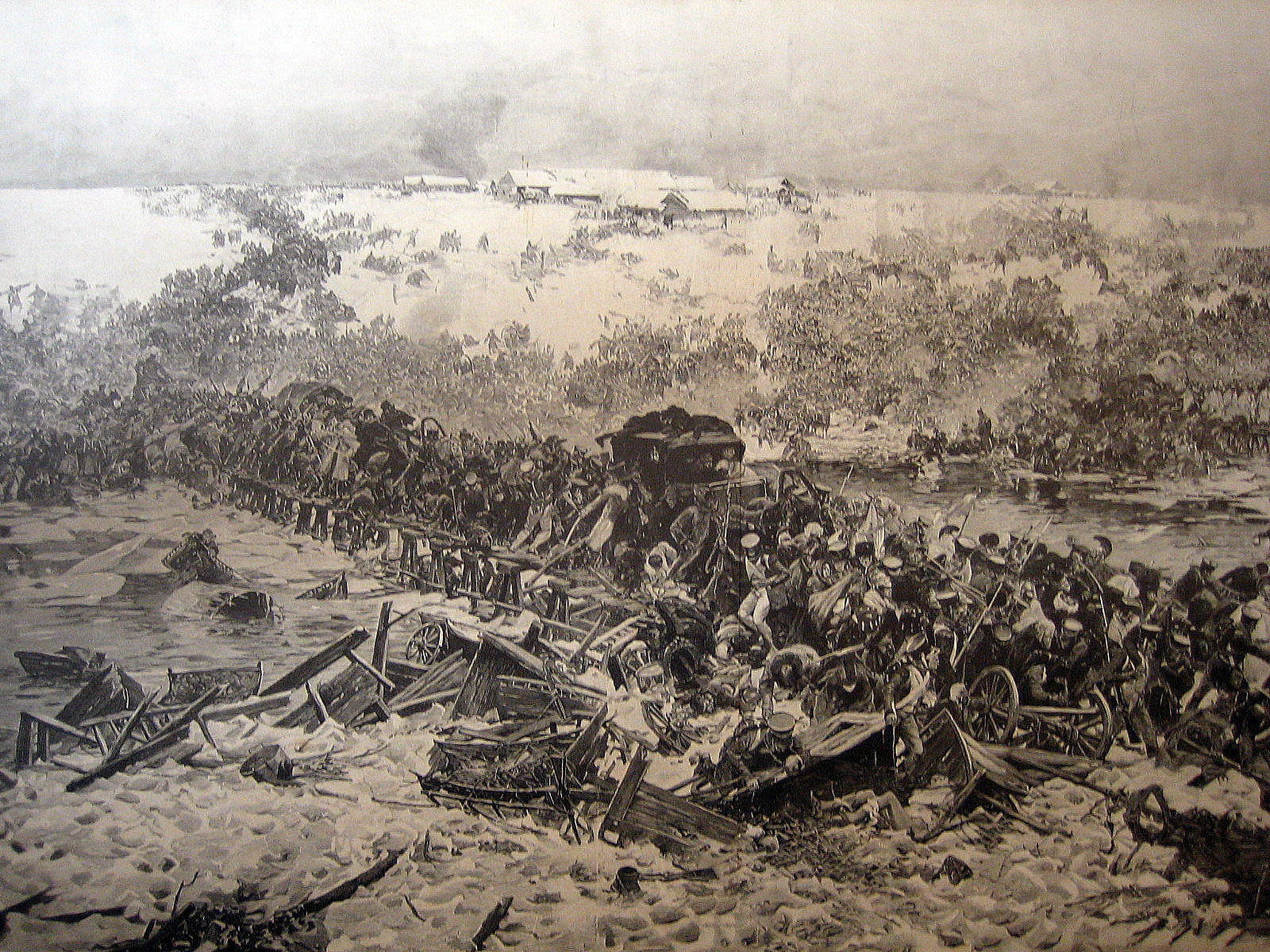
Retraite de la Grande Armée traversant le pont de la Bérézina, une œuvre du peintre polonais Ioulian Falat

Après l'invasion de la Russie impériale par la Grande Armée, le 28 juin 1812, au cours de la bataille de Vilkomir Dmitri Lvovitch prit part à un combat d'arrière-garde contre une division de l'armée française commandée par Horace Sébastiani. Le 15 août 1812, sur les bords de la rivière Svolna, il prit part à des combats contre les troupes du maréchal Nicolas-Charles Oudinot. Le 30 juillet 1812, à nouveau, Dmitri Lvovitch se distingua dans la bataille de Iakoubov. Le 1er août 1812, dans les rangs de l'Armée impériale de Russie commandée par le prince Pierre Wittgenstein, il participa à la Bataille de Kliastitsy pour la défense de Saint-Pétersbourg. Son comportement héroïque au cours de ces deux dernières batailles lui valut l'Ordre de Saint-Vladimir (4e classe / avec ruban), en outre, il fut élevé au grade de capitaine de la garde. En octobre 1812, il fut engagé dans des combats lors de la bataille de Golovtchitseï. Pour le courage et la bravoure qu'il démontra au cours de la Première bataille de Polotsk, l'Ordre de Saint-Georges (4e classe) lui fut décerné. Le 6 octobre 1812, Dmitri Lvovitch Ignatiev fut promu au grade de colonel. À Polotsk, du 18 au 20 octobre 1812, dans les rangs de l'Armée impériale de Russie, le colonel Ignatiev prit part à l'attaque et à la défaite des troupes franco-bavaroises de Laurent de Gouvion-Saint-Cyr. Le 31 octobre 1812, au cours de la bataille de Czaśniki, Dmitri Lvovitch fut engagé dans des combats menés contre les troupes du maréchal Claude-Victor Perrin. Les 13 et 14 novembre 1812, près du village de Smoliany (situé près de Vitebsk), les troupes de Napoléon Ier engagèrent une dernière tentative pour rétablir la ligne Dvina. Le colonel Ignatiev fut une nouvelle fois engagé dans cette bataille décisive pour l'Empire russe. Le 9 novembre 1812, sous le commandement de l'amiral Pavel Vassilievitch Tchitchagov, au cours de la bataille de Borisov, une nouvelle fois il fit preuve d'une grande bravoure au cours des combats. Du 26 au 29 novembre 1812, ultime bataille de la Campagne de Russie, le colonel Ignatiev participa à la défaite complète des troupes napoléoniennes lors de la traversée de la Bérézina.

### Campagne d'Allemagne

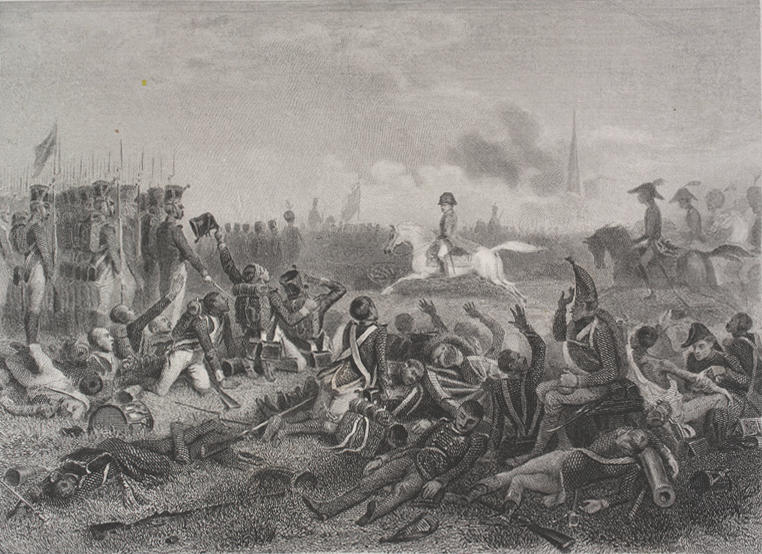
Napoléon Ier devant ses troupes à la Bataille de Lützen le 2 mai 1813.

La Campagne de Russie prit fin en 1812.  En 1813, la Campagne de Saxe s'ouvrit, le colonel Dmitri Lvovitch Ignatiev traversa le Niémen et se prépara à affronter une armée de 400 000 soldats composée majoritairement de jeunes conscrits inexpérimentés, les Marie-Louise et les restes de la Grande Armée. Du 30 mars au 30 mai 1813, il participa au blocus de la forteresse de Wittenberg,. 

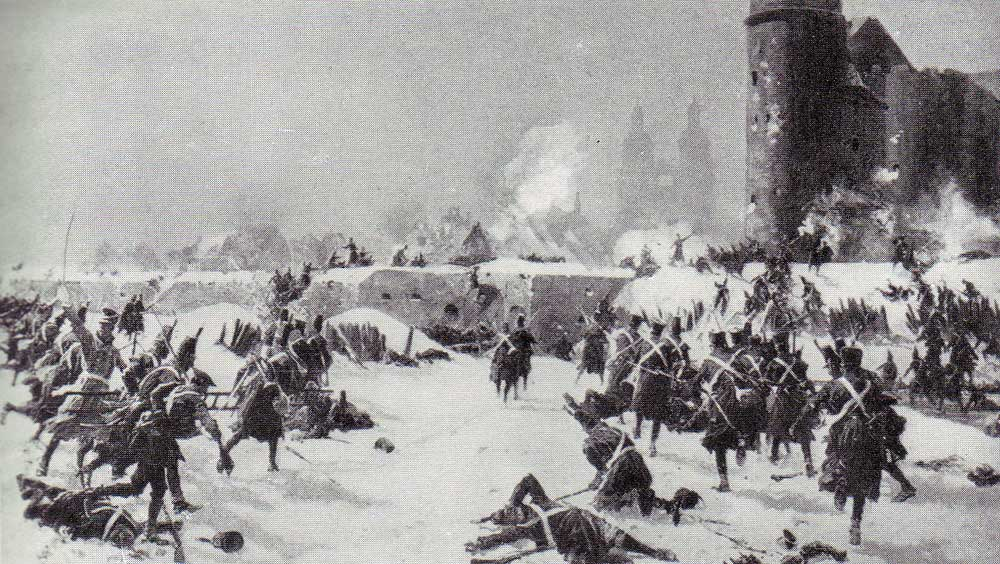
La forteresse de Wittenberg en 1814.

 Le 8 mai 1813 et le 9 mai 1813, pour la bravoure et la vaillance qu'il démontra au cours de la bataille de Lützen, il fut décoré de l'Ordre de Saint-Vladimir (3e classe) et de l'Ordre prussien Pour le mérite. Les 20 mai et 21 mai 1813, près de la ville de Bautzen, le colonel Ignatiev combattit les troupes françaises commandées par Napoléon Ier. Les 26 et 27 août 1812, près de Dresde, il combattit les troupes françaises placées sous le commandement du maréchal Gouvion-Saint-Cyr. Le 30 août 1813, sous le commandement du maréchal Michel Barclay de Tolly, il s'illustra au cours de la bataille de Kulm. Le 8 septembre 1813, il prit également part à la bataille de Pirna.  Le 4 septembre 1813, il fut engagé dans les combats pour la prise de Nollendorf-Platz. Le 8 septembre, dans les rangs de l'Armée de Bohême, il livra un combat d'avant-garde à Pirna. Les 10 septembre et 11 septembre, il combattit les Français sous les murs de Nollendorfplatz.  Le 26 septembre 1813, il se distingna par sa bravoure au cours de la bataille de Peterswald. Il prit une part éminente dans la bataille de Leipzig. Sa conduite exemplaire, son ingéniosité sur les champs de bataille de cette campagne d'Allemagne lui valurent une nouvelle promotion au grade de major-général. En outre, il fut décoré de l'Ordre impérial de Léopold.

### Campagne de France

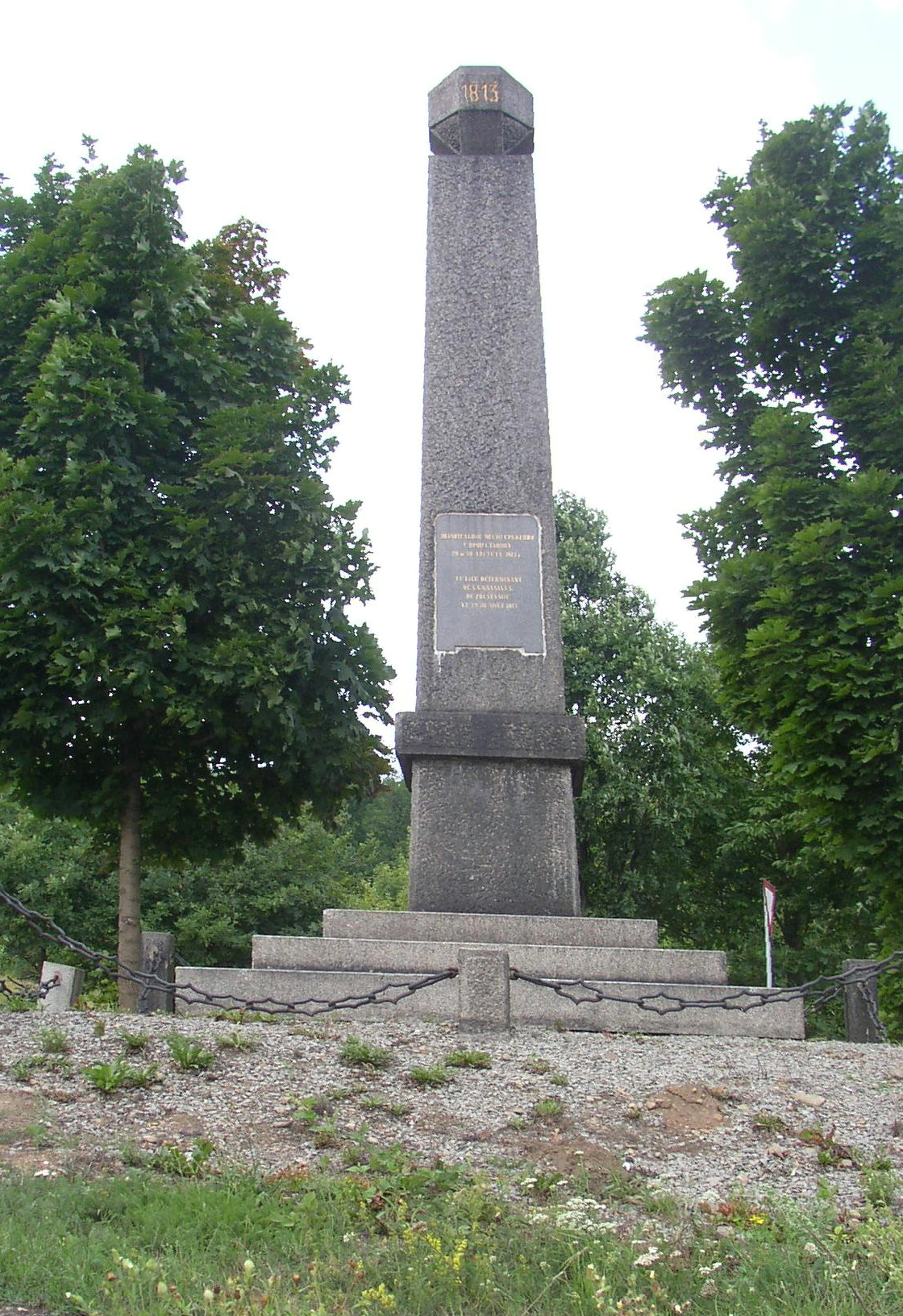
Monument commémoratif érigé sur les lieux de la bataille de Kulm.

Après le passage du Rhin par Napoléon Ier le 7 novembre 1813, le major-général Ignatiev, à la poursuite des troupes françaises franchit à son tour le Rhin. Le 7 janvier 1814, il prit une part active dans la reconstruction de la forteresse Fort-Louis. Le 12 février 1814, il s'illustra lors de la bataille de Nogent-sur-Seine. Sous le commandement du feld-maréchal autrichien Charles Philippe de Schwarzenberg, le 27 février 1814, il se distingua par sa diligence et sa promptitude au cours de la bataille de Bar-sur-Aube. Il s'illustra lors des combats et la prise de la ville de Troyes.  Le 3 mars, il participa à une attaque contre les troupes françaises retranchées dans Laubressel et les chassa de la ville champenoise. Pour son courage et sa détermination dans ces différentes batailles, il lui fut décerné l'Ordre de Sainte-Anne (1re classe). Il chassa les troupes françaises retranchées dans la ville de Provins. Au terme de cette Campagne militaire de France, il lui fut décerné la croix de commandeur de l'Ordre badois de la Fidèlité.

### Commandements exercés après les Guerres napoléoniennes
La paix revenu en Europe, le major-général Ignatiev fut placé à la tête de 1re Brigade de la 2e Division de Hussards. En 1818, en raison de son mauvais état de santé il fut affecté à des missions spéciales dans l'Armée impériale. Toutefois, la dégradation de son état de santé l'obligea à présenter sa démission, celle-ci lui fut accordée le 9 mars 1822.

### Retraite du major-général Ignatiev
Les dix dernières années de sa vie, il les vécut dans sa ferme, le 7 janvier 1829, il fut élu maréchal de la noblesse de la province de Toula.

## Décès et inhumation
Le major-général Dmitri Lvovitch Ignatiev mourut le 15 juillet 1833 à Bogoroditskoïe-Venveski (province de Toula).

## Distinctions
- 1812 : Ordre de Saint-Georges (4e classe).
- 8 mai 1813 : Ordre de Saint-Vladimir (3e classe).
- 1812 : Ordre de Saint-Vladimir (4e classe / avec ruban).
- 1813 : Ordre de Sainte-Anne (1re classe).
- 1807 : Épée d'or avec l'inscription Pour bravoure.
- 9 mai 1813 : Pour le mérite (ordre prussien).
- 1813 : Ordre impérial de Léopold (3e classe).
- 1814 : Ordre de la Fidélité.